# Montamisé
Montamisé là một xã, tọa lạc ở tỉnh Vienne trong vùng Nouvelle-Aquitaine, Pháp. Xã này có diện tích kilômét vuông, dân số năm 2006 là người. Xã nằm ở khu vực có độ cao trung bình 210 m trên mực nước biển. 

### Biến động dân số
| Năm    | 1800 | 1851 | 1881 | 1901 | 1921 | 1946 | 1962 | 1968 | 1975 | 1982 | 1990 | 1999 | 2006 | 2007 |
| ------ | ---- | ---- | ---- | ---- | ---- | ---- | ---- | ---- | ---- | ---- | ---- | ---- | ---- | ---- |
| Dân số | 715  | 977  | 1142 | 987  | 910  | 779  | 886  | 961  | 1300 | 1787 | 2164 | 2615 | 2961 | 3223 |